# Colluricincla
Genre
Colluricincla est un genre de passereaux constitué de onze espèces.

## Taxinomie
Les travaux phylogéniques de Jønsson et al. (2010) montrent que C. sanghirensis n'est pas du tout apparentée aux autres espèces du genre Colluricincla. Le Congrès ornithologique international (COI), dans sa classification de référence (version 3.4, 2013) la déplace dans le genre Coracornis.
De même, les travaux de Dumbacher et al. (2008), Norman et al. (2009) et Jønsson et al. (2010), entérinés dans la classification taxinomique (version 3.4, 2013) du Congrès ornithologique international, montrent que C. tenebrosa appartient en réalité au genre Pachycephala. Elle est donc déplacée dans ce genre, et l'espèce Pitohui ombré peut reprendre son nom scientifique le plus ancien, Colluricincla tenebrosa (précédemment Colluricincla umbrina).
De nombreux remaniements des espèces et sous-espèces ont fait suite aux travaux de Marki et al., publiés en 2018, faisant passer le nombre d'espèce de cinq à onze.

### Liste des espèces
D'après la classification de référence (version 9.2, 2019) du Congrès ornithologique international (ordre phylogénique) :
- Colluricincla boweri – Pitohui de Bower
- Colluricincla tenebrosa – Pitohui ombré
- Colluricincla megarhyncha – Pitohui châtain
- Colluricincla fortis – ?
- Colluricincla affinis – ?
- Colluricincla obscura – ?
- Colluricincla discolor – ?
- Colluricincla tappenbecki – ?
- Colluricincla rufogaster – ?
- Colluricincla harmonica – Pitohui gris
- Colluricincla woodwardi – Pitohui des rochers